# Авл Манлий Вульсон (консул 178 года до н. э.)
Авл Ма́нлий Вульсо́н (лат. Aulus Manlius Volsō; III—II века до н. э.) — римский военачальник и политический деятель из патрицианского рода Манлиев Вульсонов, консул 178 года до н. э.

## Происхождение
Авл Манлий принадлежал к одному из знатнейших патрицианских родов Рима, представители которого регулярно получали консульство, начиная с 480 года до н. э. Историки предполагают, что и номен Manlius с нехарактерным для латинского языка буквосочетанием nl, и первые его носители могли быть этрусского происхождения. Когномен Вульсон (Vulso) или Вольсон (Volso), самый ранний из использовавшихся Манлиями, может быть связан с названием этрусского города Вольсинии (Volsinii).
Согласно консульским фастам, у отца Авла Манлия был тот же преномен, Гней, а деда звали Луций. Немецкий антиковед Ф. Мюнцер предположил, что дед Авла — это Луций Манлий Вульсон Лонг, консул 256 и 250 годов до н. э., командовавший в Африке вместе с Марком Атилием Регулом во время Первой Пунической войны. В источниках упоминаются двое его сыновей, Луций (претор 218 года) и Публий (претор 210 года), но мог быть и третий, Гней-старший, умерший рано (возможно, он погиб в одном из сражений Второй Пунической войны). Старшими братьями Авла были Луций, претор в 197 году до н. э., и Гней, консул 189 года до н. э.

## Карьера
В 194—192 годах до н. э. Авл Манлий был одним из триумвиров, занимавшихся организацией новых римских колоний в Южной Италии. Его коллегами были Луций Апусций Фуллон и Квинт Элий Туберон. В 189 году до н. э., во время консульства брата, Вульсон был избран претором-суффектом вместо погибшего на войне с лигурами Луция Бебия Дива. В последующие годы его карьера замедлилась: только в 179 году до н. э. Вульсон победил на консульских выборах на следующий год. Здесь решающую роль могла сыграть поддержка его сородича Луция Манлия Ацидина Фульвиана, одного из действующих консулов (родной брат и коллега последнего Квинт Фульвий Флакк проводил эти выборы).
Коллегой Авла Манлия стал плебей Марк Юний Брут. Провинцией Вульсону была назначена Цизальпийская Галлия, но он самовольно вторгся в Истрию ради добычи, используя набеги истрийцев на владения Рима как предлог. В рассказе Тита Ливия об этой войне исследователи видят следы сразу трёх традиций: одна из них, вероятно, восходила к самому Вульсону или его ближайшему окружению, вторая — к его политическим оппонентам, третья — к «Анналам» Квинта Энния, который мог использовать данные двух других традиций.
Из-за некомпетентного командования Авла Манлия и беспечности его солдат истрийцы смогли внезапно напасть на римлян и даже захватить их лагерь. До Рима дошли слухи о полном поражении Вульсона, так что Брута отправили ему на помощь, а двое народных трибунов потребовали, чтобы разбитый консул явился в Рим для отчёта. От необходимости сделать это Авла Манлия избавило вмешательство третьего трибуна — Квинта Элия, связанного родством с его старым коллегой. Вульсон смог победить истрийцев и стабилизировать ситуацию ещё до прибытия Марка Юния.
Консулы зазимовали в Аквилее, а весной, поскольку их власть в провинции была продлена, снова вторглись в Истрию и осадили город Несаттий. В этот момент прибыл новый консул, Гай Клавдий Пульхр, который взял командование в войне на себя и добился окончательной победы.